# Eucalyptus rupestris
Eucalyptus rupestris är en myrtenväxtart som beskrevs av Murray Ian Hill Brooker och Done. Eucalyptus rupestris ingår i släktet Eucalyptus och familjen myrtenväxter. Inga underarter finns listade i Catalogue of Life.